# NGC 341
NGC 341 est une galaxie spirale intermédiaire située dans la constellation de la Baleine. NGC 341 a été découverte par l'astronome français Édouard Stephan en 1881.

## Caractéristiques
Sa vitesse par rapport au fond diffus cosmologique est de 4 237 ± 22 km/s, ce qui correspond à une distance de Hubble de 62,5 ± 4,4 Mpc (∼204 millions d'al).
La classe de luminosité de NGC 341 est II-III et elle présente une large raie HI. De plus c'est une galaxie à sursaut de formation d'étoiles. NGC 341 est une galaxie dont le noyau brille dans le domaine de l'ultraviolet. Elle est inscrite dans le catalogue de Markarian sous la désignation Mrk 968 (MK 558).

## Paire de galaxies
Avec PGC 3627, NGC 341 figure dans l'atlas des galaxies particulières, sous la désignation Arp 59, comme un exemple de galaxie spirale avec un compagnon dont la brillance de surface est élevée.